# Scrobigera opheltes
Scrobigera opheltes är en fjärilsart som beskrevs av Druce 1885. Scrobigera opheltes ingår i släktet Scrobigera och familjen nattflyn. Inga underarter finns listade.